# Wien (Segelflugzeug)
Die Wien war ein einsitziges Segelflugzeug, das 1929 als Einzelstück für Robert Kronfeld bei der Rhön-Rossitten-Gesellschaft (RRG) entstand. Das Flugzeug übernahm  den Namen des von dem Wiener Diplomingenieur Alois Kermer (1894–1967), Alumnus der Technischen Hochschule Wien, konstruierten und beim 1. Österreichischen Segelflugwettbewerb am Waschberg bei Stockerau 1923 erfolgreichen österreichischen Seglers. Der laut Aufschrift vom Wiener Automobil-Club gesponserte Kermer-Segler „Wien“ befindet sich im Technischen Museum Wien, der von Karl Kupelwieser gestiftete Preispokal für den Konstrukteur des damals erfolgreichsten österreichischen Flugzeugs zusammen mit persönlichen Dokumenten Kermers im Archiv der Technischen Universität Wien.

## Geschichte
Um beim Rhönwettbewerb 1929 auch im „Leistungswettbewerb“ erfolgreich zu sein, wurde im Auftrag Robert Kronfelds aus dem Professor ein neues Flugzeug entwickelt. Nach einem Entwurf Alexander Lippischs konstruierte Hans Jacobs mit Unterstützung Emil Pohorilles im Spätherbst 1928 in der Flugtechnischen Abteilung der RRG das nach der Heimatstadt Kronfelds Wien genannte Segelflugzeug. Gebaut wurde das Flugzeug beim Kegel-Flugzeugbau Kassel; der Erstflug erfolgte am 26. Februar 1929 vom Kahlenberg bei Wien.

## Konstruktion
Der mit je einem V-Stiel abgestrebte Schulterdecker hatte eine zweigeteilte Tragfläche.
Diese hatte die gleiche Flügelfläche wie die Professor, aber drei Meter mehr Spannweite (19,10 m) und damit eine höhere Streckung; das Normalleitwerk wurde fast unverändert übernommen.
Der Querschnitt des Rumpfes war ellipsenförmig; das Cockpit wurde auf Kronfeld zugeschnitten.

## Nutzung
Am 15. Mai 1929 gelang Kronfeld im Teutoburger Wald mit der Wien ein Weltrekord mit 102,2 Kilometern Flugstrecke. Damit errang er den am 30. September 1928 von der Sonntagszeitung Grüne Post ausgeschriebenen Preis von 5000 Reichsmark für den ersten Streckenflug über 100 km mit einem Segelflugzeug. Beim Rhönwettbewerb im August 1929 folgten zwei weitere Streckenweltrekorde mit 142,4 und 149,4 km und die Steigerung des Höhenrekords auf 2281 und später 2589 Meter. Im Mai 1930 folgte mit etwa 80 km der bisher weiteste Flug in England. Bei der Rhön 1930 stellte er seinen eigenen Rekord mit Flügen von 150,3 und 164,8 km ein. Am 20. Juni 1931 überquerte die Wien als erstes Segelflugzeug den Ärmelkanal. 1932 nach Frankreich verkauft, verliert sich 1938 die Spur des Flugzeugs.

## Technische Daten
| Kenngröße             | Daten                |
| --------------------- | -------------------- |
| Besatzung             | 1                    |
| Länge                 | 6,50 m               |
| Spannweite            | 19,10 m              |
| Höhe                  |                      |
| Flügelfläche          | 18,60 m²             |
| Tragflächenbelastung  | 13,80 kg/m²          |
| Flügelstreckung       | 20                   |
| Flügelprofil          | Gö 549 (modifiziert) |
| Gleitzahl             |                      |
| Geringstes Sinken     |                      |
| Rüstmasse             | 158 kg               |
| Flugmasse             | 248 kg               |
| Höchstgeschwindigkeit |                      |